# Дрегенешть (Брезой, Вилча)
Дрегенешть, Дрегенешті (рум. Drăgănești) — село у повіті Вилча в Румунії. Адміністративно підпорядковане місту Брезой.
Село розташоване на відстані 174 км на північний захід від Бухареста, 28 км на північ від Римніку-Вилчі, 120 км на північ від Крайови, 107 км на захід від Брашова.

## Населення
За даними перепису населення 2002 року у селі проживали 126 осіб, усі — румуни. Усі жителі села рідною мовою назвали румунську.